# M-1 (ordinateur électronique)
M-1 est l'un des premiers ordinateurs électroniques soviétiques. Développé en 1950—1951, sous la direction d'Isaac Semionovitch Brouk (membre correspondant de l'Académie des sciences de l'URSS depuis 1939). M-1 a été le premier ordinateur au monde dans lequel tous les circuits logiques ont été réalisés sur des semi-conducteurs,.

## Histoire

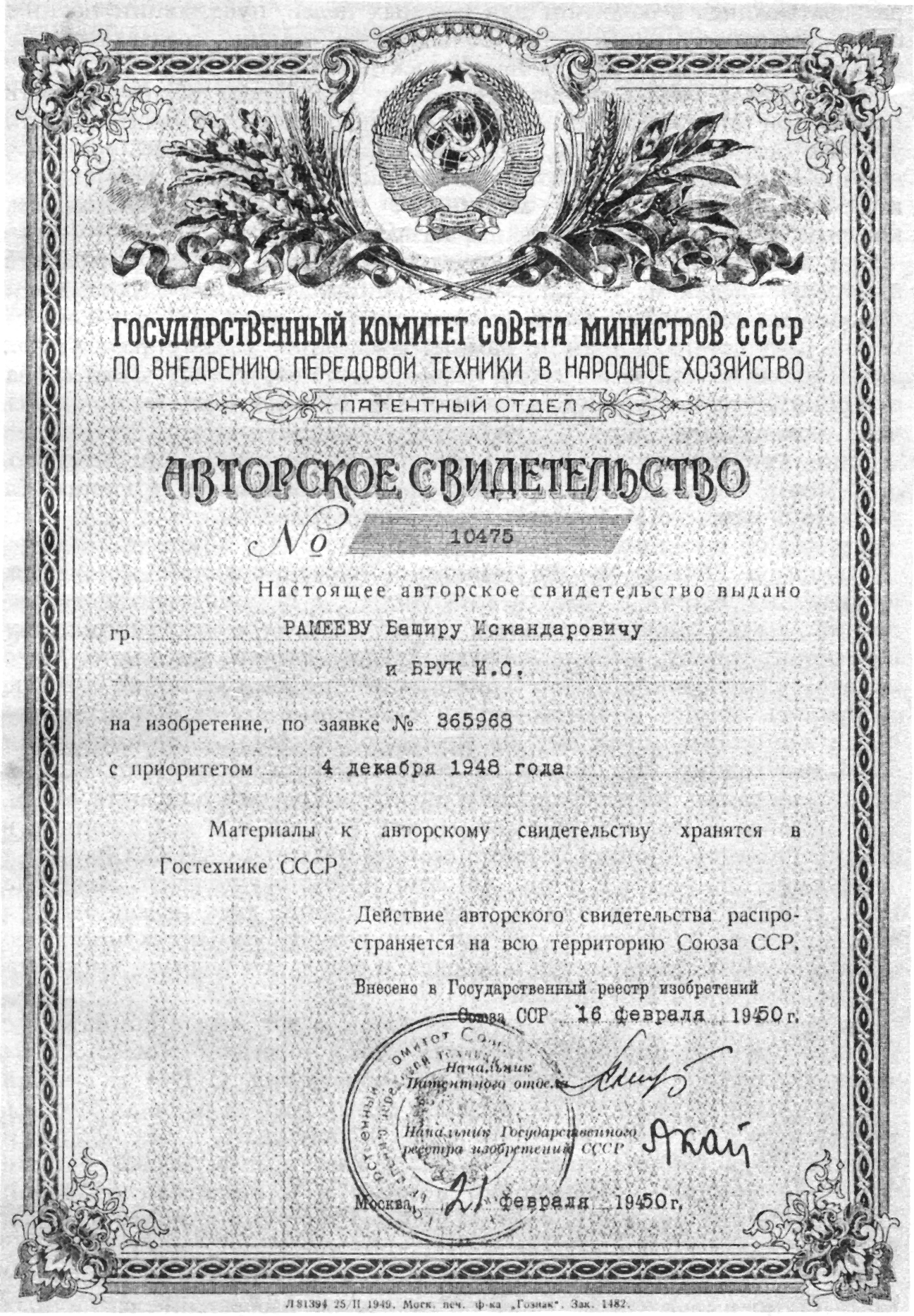
Certificat d'auteur.

Le développement des machines numériques a été précédé par les travaux d'Isaac Brouk sur les dispositifs analogiques — intégrateurs mécaniques — analyseurs. En 1947, on connaissait déjà la création de l'ordinateur ENIAC aux États-Unis, et l'idée de créer des ordinateurs numériques « était dans l'air. » En mai 1948, Bachir Rameïev a rejoint le travail de Brouk, il l'a rejoint sur la recommandation de l'académicien A. I. Berg. Trois mois plus tard, Brouk et Rameïev ont créé un document - un projet d'ordinateur numérique automatique.
Le bureau des brevets du Comité d'État du Conseil des ministres de l'URSS pour l'introduction de technologies de pointe dans l'économie nationale a enregistré l'invention de B. I. Rameïev et I. S. Brouk en tant qu'ordinateur électronique numérique (certificat no 10475 du 4 décembre 1948). Début 1949, Rameïev est appelé au service militaire et ne revient à Moscou que quelques mois plus tard. À son retour, Rameïev a accepté le poste de chef du laboratoire SKB-245 du ministère du génie mécanique et de l'instrumentation de l'URSS, créé pour développer des ordinateurs numériques. Plus tard, l'ordinateur Strela y a été conçu et développé.
Le 22 avril 1950, le Présidium de l'Académie des sciences de l'URSS a publié un décret sur le début du développement de la machine M-1, ce qui a permis de former une équipe de développement. Cette équipe comprenait Nikolaï Iakovlevitch Matioukhine (ingénieur en chef), Mikhail Alexandrovitch Kartsev, Tamara Minovna Alexandridi, Alexandre Borissovitch Zalkind, Igor Alexandrovitch Kokolevski, Lev Mikhaïlovitch Jourkine, Iouri Vassilievitch Rogatchev, Rene Pavlovitch Chidlovski, Vladaleks Vladimirovitch Belynski. En tant que membre de l'académie d'artillerie, Isaac Brouk avait accès à des dépôts militaires où il pouvait se procurer des pièces capturées aux Allemands. Pour créer le M-1, le laboratoire de Brouk a utilisé des têtes magnétiques d'un magnétophone domestique, des tubes à rayons cathodiques⁣⁣, d'un oscilloscope et des « kuproxes » (redresseur à oxyde de cuivre) d'instruments de mesure allemands. Lorsque le premier modèle de la machine a été achevé, il est devenu clair qu'elle ne rentrerait pas dans le laboratoire. Brouk décide alors de remplacer la plupart des tubes par des redresseurs en kuprox, c'est-à-dire des semi-conducteurs. Mais l'industrie soviétique ne produisait alors que de petits redresseurs. Cependant, Brouk a organisé la production d'un lot spécial de redresseurs KVMP-2-7, qui convenait à sa machine. Ainsi, le M-1 est devenu le premier ordinateur au monde, dans lequel tous les circuits logiques ont été réalisés sur des semi-conducteurs.
La machine a été assemblée et réglée dans le laboratoire des systèmes électriques de l'Institut de l'énergie (ENIN) de l'Académie des sciences de l'URSS. L'installation de la machine a commencé en octobre 1950. Dans la première moitié de 1951, les travaux se sont poursuivis sur la mise en place des appareils autonomes, leur amarrage électrique et fonctionnel et le débogage de la machine dans son ensemble. En août 1951, le M-1 effectuait toutes les opérations arithmétiques en mode non automatique. Selon d'autres sources, les premières informations seraient traitées le 15 décembre 1950 et le 25 décembre 1950. Dans la première moitié de 1951, des travaux étaient en cours sur le débogage autonome des appareils. À l'été 1951, le M-1 pouvait déjà effectuer des opérations arithmétiques de base. Le débogage complet de la machine a été achevé à la fin de l'année.
En janvier 1952, l'opération d'essai a commencé. Les premières tâches à résoudre sur le M-1 ont été définies par Sergueï Sobolev, l'adjoint d'Igor Kourtchatov pour les travaux scientifiques. À cette époque, M-1 et MESM étaient les seuls ordinateurs fonctionnant en Union soviétique. M-1 a été réalisé en un unique exemplaire.

## Caractéristiques
- Système de numération : binaire, 25 chiffres dans un mot machine.
- Performances : 15 à 20 opérations par seconde sur des mots de 25 bits.
- Mémoire : 256 mots sur tambour magnétique (mémoire « lente »), 256 mots sur tubes électrostatiques (mémoire « rapide »).
- Système de commande : à deux adresses.
- Base de l'élément : 730 tubes à vide ; Redresseurs cuprox allemands reçus en réparation.
- Consommation électrique : 8kW.
- Surface occupée : 4 m2.

## Suites

### M-2
En avril 1952, les travaux de conception de la « machine M-2 » ont commencé dans le même laboratoire, sous la direction de M. A. Kartsev. Déjà à la fin de 1952, la nouvelle machine était montée et déboguée. En janvier 1953, le M-2 était déjà en service. À cette époque, en plus du M-2, seuls MESM, BESM-1 et Strela fonctionnaient en URSS.

## Reconnaissance prioritaire
En 2018, Tamara Aleksandridi et Iouri Rogatchev, qui ont participé à la création du M-1, ont reçu des plaques commémoratifs IEEE, qui indiquaient qu'Aleksandridi et Rogatchev étaient récompensés en tant que participants à la création du premier ordinateur électronique soviétique.